# Трогон оливковоголовий

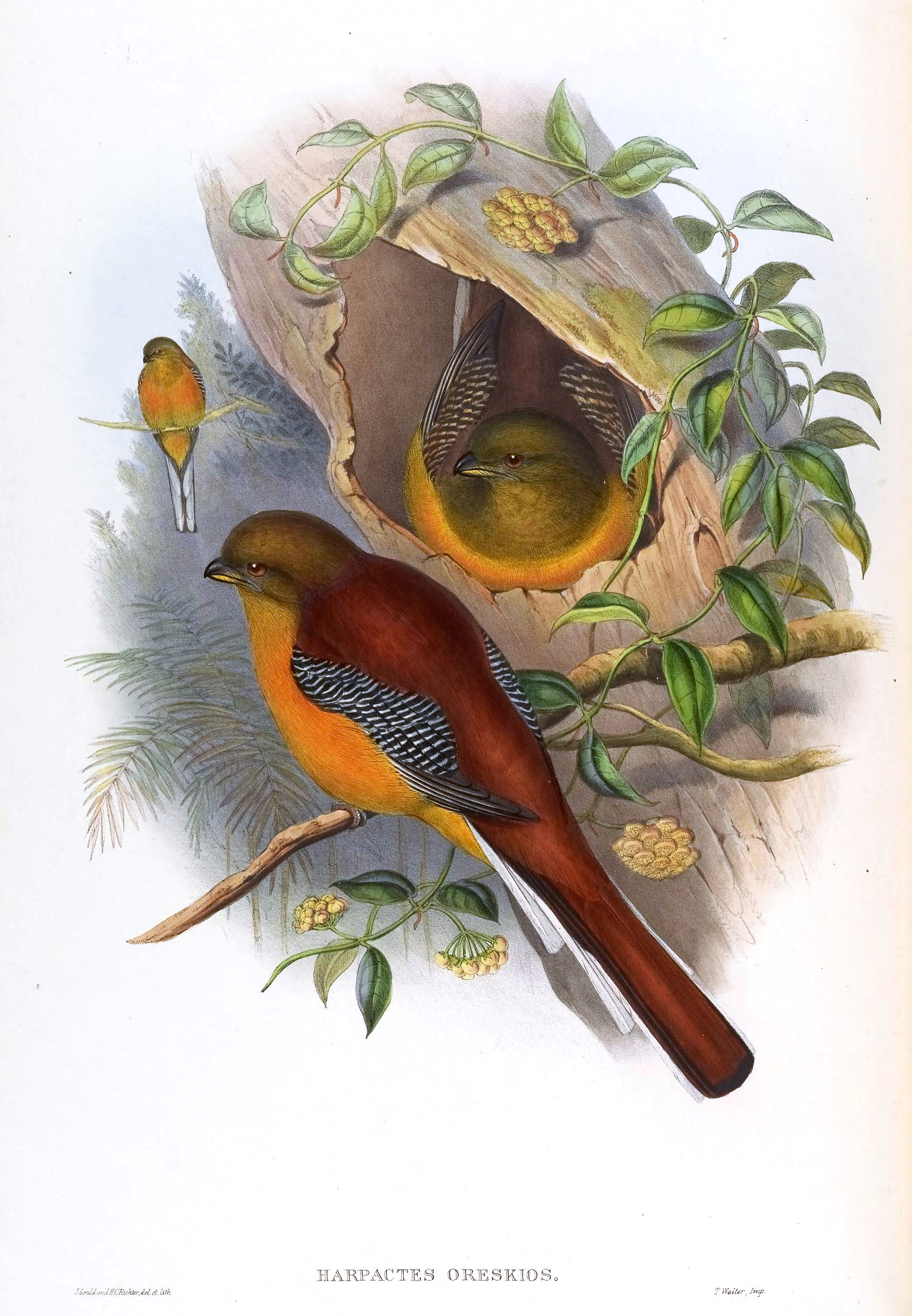
Малюнок Джона Гульда

Трогон оливковоголовий (Harpactes oreskios) — вид трогоноподібних птахів родини трогонових (Trogonidae). Мешкає в Південно-Східній Азії.

## Опис
Довжина птаха становить 25-31 см, вага  49-57 г. Як і більшість трогонів, оливковоголовий трогон має яскраве забарвлення. Виду притаманний статевий диморфізм. Голова самців оливково-жовтого кольору, верхня частина тіла рудувато-каштанова. Крила здебільшого чорні. Груди жовто-оранжеві. Самиці мають сіро-коричневу голову і верхню частину тіла, сірі груди, жовтий живіт.  І у самців, і у самиць навколо очей синє шкіряне кільце, лапи сірі.
Підвиди можуть дещо різнитися за забарвленням: так, представники підвидів H. o. uniformis і H. o. dulitensis менші за розмірами, їх груди мають відповідно жовтий або зелений відтінок. У представників підвиду H. o. nias дзьоб більшого розміру. Представники підвиду H. o. stellae мають світліші груди і довший хвіст.

## Поширення і екологія
Оливковоголові трогони мешкають в південному Китаї, в М'янмі, Таїланді, В'єтнамі, Лаосі, Камбоджі, Малайзії та Індонезії. Це осілі птахи по всьому ареалу. Вони живуть в субтропічних і тропічних вологих рівнинних і гірських лісах, заболочених лісах, сухих відкритих лісах, бамбукових лісах на висоті 300-1500 м над рівнем моря.

## Підвиди
Виділяють п'ять підвидів оливковоголових трогонів:
- H. o. oreskios (Temminck, 1823) — острів Ява
- H. o. dulitensis Ogilvie-Grant, 1892 — північний захід острова Борнео
- H. o. uniformis (Robinson, 1917) — Малайський півострів і Суматра
- H. o. nias Meyer de Schauensee & Ripley, 1940 — острів Ніас
- H. o. stellae Deignan, 1941 — південний захід Китаю, М'янма, Індокитай

## Раціон
Оливковоголовий трогон харчується безхребетними: паличниками. прямокрилими і іншими комахами. Він ловить їх на висоті 9,5 над землею.

## Розмноження
Сезон розмноження в різних регіонах триває в різний час, загалом з січня по травень. Гніздо робиться в дуплі, яке самка і самець по черзі виколупують в гнилому дереві або пні. В кладці 2-3 яйця світло-оливкового кольору або кольору слонової кістки. Самець і самка насиджують яйця по черзі. Інкубаційний період триває 17-18 днів. Пташенята залишаються в гнізді 12-14 днів.

## Поширення
Оливковоголовий трогон численний і поширений вид птахів, один з найбільш поширених трогонів Азії. МСОП вважає цей вид таким, що не потребує особливих заходів зі збереження.